# Careca
Antônio de Oliveira Filho (n. 5 octombrie 1960), cunoscut sub pseudonimul Careca este un fost jucător brazilian de fotbal.

## Palmares
Club
- Brazilian League: 1978, 1986
- Brazilian League 2: 1981
- São Paulo State League: 1985, 1987
- UEFA Cup: 1989
- Italian League: 1990
- Supercupa Italiană: 1990

Individual
- Bola de Prata: 1982, 1985
- Bola de Ouro: 1986
- Golgheter: 1986
- Golgheter: 1985